# Philishave

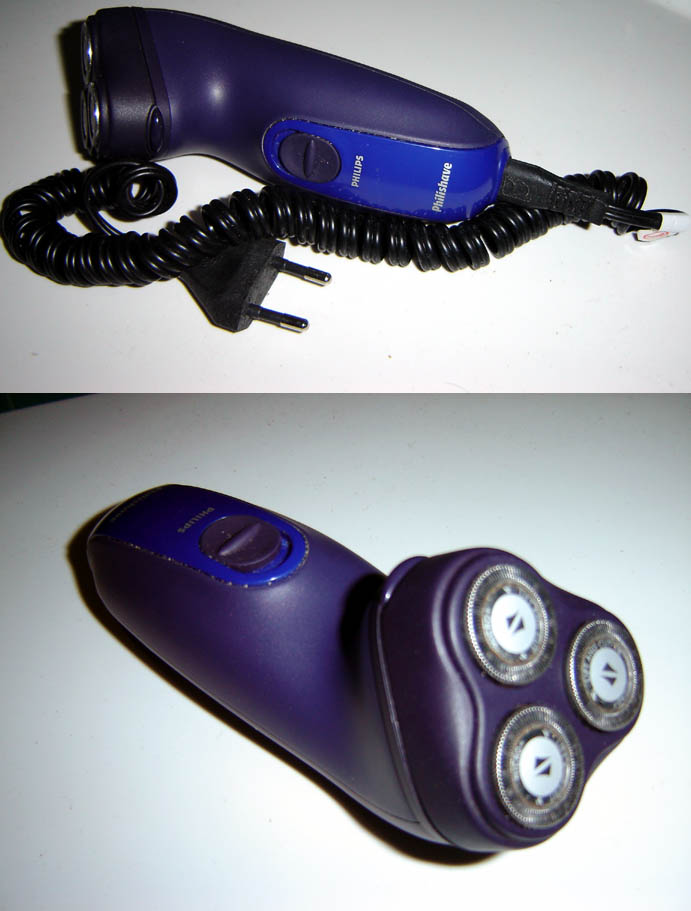
Philishave rakapparat av nyare modell (HQ-5426).

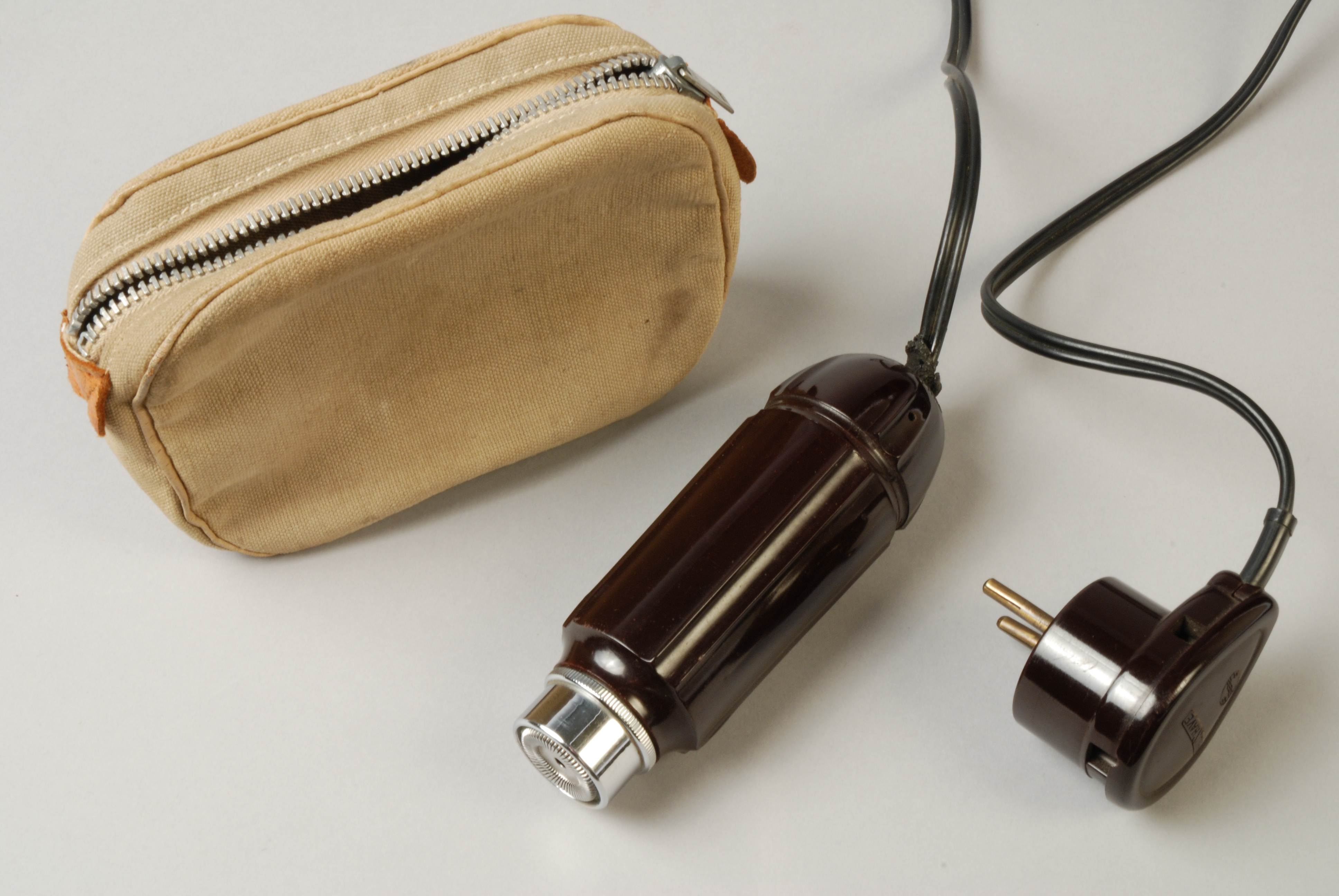
En äldre modell av Philips Philishave med etui, troligen från slutet av 1940-talet.

Philishave är ett varumärke för rakapparater. Philishave är tillverkade av Philips. Philips använde namnet Philishave för sina rakapparater från 1939 till 2006.
Philishave-serien skapades av Philips-ingenjören Alexandre Horowitz, som använde roterande rakblad, en då unik metod. Horowitz var annars imponerad av amerikanska rakapparater som fanns på marknaden men tyckte inte att dessa fungerade tillräckligt bra.